# 東京都リハビリテーション病院
東京都リハビリテーション病院（とうきょうとリハビリテーションびょういん）は、東京都墨田区にある医療機関。東京都が設置し、公益社団法人東京都医師会が指定管理者として管理を受託している病院である。設置は東京都リハビリテーション病院条例（平成2年3月31日条例第53号）による。

## 診療科
- リハビリテーション科
- 整形外科
- リウマチ科
- 内科（循環器）
- 泌尿器科
- 歯科

## 医療機関の指定等
- 保険医療機関
- 労災保険指定医療機関
- 指定自立支援医療機関（更生医療・精神通院医療）
- 身体障害者福祉法指定医の配置されている医療機関
- 生活保護法指定医療機関
- 原子爆弾被害者医療指定医療機関

## アクセス
- 東武スカイツリーライン 鐘ヶ淵駅より徒歩7分
- 都営バス 錦40系統（錦糸町駅前 - 南千住駅東口）「梅若橋コミュニティ会館前」下車2分・「墨田二丁目」下車4分
  - かつては施設前に「東京都リハビリテーション病院前」停留所があり、墨38系統（両国駅前行）が乗り入れていたが、2015年3月31日をもって廃止された。